# Geschwindigkeitsfeld
Ein Geschwindigkeitsfeld ist ein physikalisches Feld, das jedem Ort im Raum eine Geschwindigkeit zuordnet. Da Geschwindigkeiten mit Hilfe von Vektoren dargestellt werden, ist das Geschwindigkeitsfeld ein Vektorfeld, d. h. jedem Punkt des Raums muss sowohl ein Geschwindigkeitsbetrag als auch eine Richtung zugewiesen werden.
Geschwindigkeitsfelder beschreiben Geschwindigkeiten im Raum, ohne die physikalischen Ursachen (Kräfte) der Bewegungen zu berücksichtigen (Kinematik). Sie haben daher den Charakter eines mathematischen Hilfsmittels und lassen sich aus Potentialen oder Kräften berechnen. In vielen Fällen hängt die Geschwindigkeit eines Körpers nur von seiner Position, aber nicht von der Zeit ab, d. h. das Geschwindigkeitsfeld ist stationär und eine Beschreibung des Systems dadurch relativ einfach.
Geschwindigkeitsfelder spielen als Strömungsfelder eine große Rolle in der Fluiddynamik. Beispielsweise lässt sich Wasser, das durch ein Rohr strömt, mit Hilfe eines Geschwindigkeitsfeldes beschreiben. Auch in anderen Fällen ist die Verwendung dieser Felder unverzichtbar geworden: z. B. besitzt die Navier-Stokes-Gleichung einen Term, der direkt mit dem Geschwindigkeitsfeld des Mediums verbunden ist. Ein entscheidender Vorteil der Geschwindigkeitsfelder in der Fluiddynamik besteht darin, dass sie experimentell zu messen sind.